# Tomás Margalef
Tomás Agustín Margalef Dolara (* 17. November 1977 in Paysandú) ist ein uruguayischer Radsportler.
Der 1,74 Meter große Margalef ist der Neffe von Miguel Margalef. Er fuhr bei der 59. Austragung des Etappenrennens Vuelta Ciclista del Uruguay im Jahre 2002 in Reihen der Mannschaft Alas Rojas (S.L.) stehend auf den siebten Rang des Gesamtklassements. Im Folgejahr belegte er bei der Vuelta al Chana den dritten Platz in der Gesamtwertung. Im selben Jahr gehörte Margalef der uruguayischen Mannschaft bei den Panamerikanischen Spielen in Santo Domingo an. Auch bei den Olympischen Sommerspielen 2004 in Athen war er Teil des Aufgebots Uruguays. Im dortigen Wettbewerb belegte er den 10. Rang im Zweier-Mannschaftsfahren (Madison), gemeinsam mit Milton Wynants. 2005 feierte er auf der 6. Etappe der Vuelta Ciclista del Uruguay einen Etappensieg.
Der Gesamtsieg bei der Vuelta del Litoral 2011 und jeweils ein Etappensieg bei dem Rennen Doble Melo - Río Branco 2012, das er in der Gesamtwertung als Zweiter beendete, und bei der 2012er Ausgabe der Vuelta al Chana stehen für ihn ebenfalls zu Buche. Im Jahr 2013 ist er Direktor der Radsportschule Esuela de Ciclismo del Velódromo "Milton Wynants".